# 米澤瑠美
（1991年6月6日—）是埼玉县出身，是前AKB48 Team K的成员。

## 来歴
2006年
- 12月3日、參加『第三期AKB48追加成员甄選』合格。

2007年
- 4月8日至2010年4月16日在AKB48劇場是旧Team B的一員，2010年3月12日開始是Team K的一員出演公演。

2009年
- 6月至7月舉行的『AKB48第13張單曲選拔總選舉「向神發誓，動真格」』中獲得第22位，成為Under Girls的center。
- 8月23日舉行的『讀賣新聞創刊135周年記念コンサート AKB104選抜メンバー組閣祭り』的夜間公演時宣布，自2010年起移籍至Team K（自2010年3月12日起正式以K組成員身份開始活動）。

2010年
- 3月25日舉行的『AKB48 満席祭り希望 賛否両論』夜公演上，發表了她將移籍至 『Artist-house Pyramid』的消息，幷於1周后的4月1日起正式移籍。
- 5月至6月舉行的『AKB48第17張單曲選拔總選舉「向母親發誓，這是真的」』中獲得第34位，成為Under Girls。

2012年
- 1月28日，因與男友的私人照片在Twitter上流出[1][2]，宣佈退出AKB48的所有活動[3]。
- 2月5日舉行的「崇尚麻里子」劇場盤大握手会宣佈所有有關AKB48的活動完結[4][5]。
- 3月31日與所屬事務所的契約完結[6]。
- 7月1日於自己的Twitter宣布與新事務所 M's enterprise 簽下經紀約，並於7月中旬開設新的個人部落格。
- 7月20日，米澤瑠美個人部落格「Rumi Yonezawa」正式設立。

2013年
- 12月，經理人公司Artist-house Pyramid移除米澤的個人資料，同時關閉部落格。

## 人物
- 持有日本实用英语技能检定准二级证书。
- 2010年開始是東京的大學生[7]。
- 有懼高症。

### AKB48相關
- 曾为同属Team B成员的渡边麻友取名「まゆゆ」[8]和Team 4・島崎遥香取名「ぱるる」[9]。
- 首推成员是梅田彩佳[10]。
- TeamB公演中是主要的MC之一。
- Team K成員大島優子的母親和米澤的母親是從小就認識的好朋友，而且雙方的結婚式都會出席。在米澤9歲的時候是兒童時代最後一次看到大島，而當她加入AKB的時候發現了大島就是米澤年少時曾經見過的人。
- 被稱為是teamB成員中與觀眾視線相對次數最多的成員之一。據說希望能跟她四目相對的歌迷，常常會坐在從舞臺下手側第2排柱子數起來的第2個座位。這個位置也因此被稱為瑠美位（自B3公演以來出現的現象，有複數的觀眾證言為證。）
- 是正式成員中，唯一一個從未出演過東京電視台系列週刊AKB節目的。

## 參加AKB48樂曲

### 單曲CD選抜曲
- 無法飛翔的鳳尾蝶 - Under Girls名義
- 飛機雲 - Theater Girls名義
- 我的YELL - Theater Girls名義
- 馬路須加學園頂尖藍調
- 淚的拉鋸戰 - Under Girls名義
- 專屬於我的value - Under Girls名義
- ALIVE - Team K名義
- 區域K - DIVA名義
- 人的力量 - Under Girls名義
- Vamos - Under Girls 薔薇組名義
- 零和太陽 - Team K名義
- ユングやフロイトの場合 - Special Girls C名義[注 1]

## 分组参加曲
TeamB 1st Stage「青春女孩」公演
1. Blue rose

TeamB 2st Stage「想見你」公演
1. 淚之湘南
2. 沙灘的櫻桃
3. 里約的革命

TeamB 3rd Stage「睡衣兜风」公演
1. 鏡中的聖女貞德

TeamB 4th Stage「偶像的黎明」公演
1. 單戀對角線

G-Rosso剧场公演「不要让梦想死去」公演
1. confession

※篠田麻里子・大堀恵・小森美果的代役
TeamK 6th Stage「RESET」公演
1. 奇跡也趕不及合格
2. 為了明天而接吻 ※

※菊地あやか･田名部生來的小組Under

## 演出

### 綜藝節目
- AKB48神TV（家庭劇場）
  - 特別節目（2008年12月24日）
  - 特別節目〜分組對抗!春季保齡球大賽〜（2010年4月30日）
  - Season4（2010年8月1日 - 22日）
- AKBINGO!（2009年7月15日・不定期、日本電視台）
- 週刊AKB（2009年7月17日・不定期、東京電視台）
- 原來如此！高校（2010年5月30日・10月9日・2011年4月21日 - 2012年3月、日本電視台）
- 熱血BO-SO TV（2010年7月31日・9月4日・2011年4月16日、千葉電視台）
- 有吉AKB共和国（2010年9月6日、TBS）
- AKB-級グルメスタジアム（2010年12月19日、食と旅のフーディーズTV）
- 微妙〜（2011年10月6日・13日・27日、ひかりTV）

### 電視劇
- 馬路須加學園（2010年1月8日 - 3月26日、東京電視台） - 飾演 ライス
- 來自櫻花的信 ～AKB48 各自的畢業故事～（2011年2月26日 - 3月6日，日本電視台） - 飾演 米澤瑠美
- 馬路須加學園2（2011年4月15日 - 7月1日、東京電視台） - 飾演 ライス

### 电台
- AKB48 明日までもうちょっと。（2008年5月5日・6月23日・7月28日・12月1日・2010年6月28日、文化放送）
- ON8（2010年7月19日、bayfm）

### 遊戲
- 萌麻將 萌雀！（日语：萌える麻雀 もえじゃん!）(2008年10月23日 、Hudson Soft Company、PSP平台) - 飾演 丹下やおい

### 舞台
- AKB歌劇團「∞・Infinity」（2009年10月30日 - 11月8日、THEATRE G-ROSSO） - 飾演 伊佐子

## 書籍

### 写真集
- 米米米（TOKYO NEWS MOOK、2010年11月12日、東京新聞通信社、撮影：村松昭人）ISBN 978-4863361195

### 日曆
- 米沢瑠美 2011年日曆（2010年10月10日、ハゴロモ）